# Variola (Gattung)
Variola ist eine Gattung der Zackenbarsche (Epinephelidae) die nur aus zwei Arten besteht. Die beiden Variola-Arten kommen im Roten Meer und im Indopazifik von Süd- und Ostafrika bis zu den Inseln des zentralen Pazifik vor. Sie bevorzugen das klare Wasser um Inseln und bei Außenriffen in Tiefen von vier bis 200 Metern. Die 65 bis 83 Zentimeter lang werdenden Raubfische ernähren sich vor allem von kleineren Fischen. Die größere und häufigere Art, Variola louti wird gefischt und vom Menschen gegessen. Es besteht allerdings immer die Gefahr einer Ciguatera-Vergiftung.

## Merkmale
Variola-Arten haben einen langgestreckten, zylindrischen Körper. Der massige Kopf kann etwa ein Drittel der Standardlänge (Abstand zwischen Kiemendeckel und Schwanzflossenwurzel) erreichen. Das Maul ist immer deutlich länger als der Durchmesser der Augen. Im Vorderteil beider Kiefer sitzen jeweils ein Paar großer „Hundszähnen“, im mittleren Teil des Unterkiefers befinden sich weitere vergrößerte Zähne (ein bis drei). Auch das Gaumenbein trägt Zähne. Die Schuppen in der Körpermitte sind Ctenoidschuppen.
Die Rückenflosse hat neun Hart- und 13 bis 15 Weichstrahlen, der elfte oder zwölfte Weichstrahl ist lang ausgezogen. Die Afterflosse hat drei Hart- und acht Weichstrahlen, die Brustflossen haben 16 bis 19 Flossenstrahlen und sind abgerundet, die mittleren Flossenstrahlen sind am längsten, die oberen durch eine schuppige Haut mit dem Körper verbunden. Die ersten zwei Flossenstrahlen der Bauchflossen sind verlängert und erreichen den Beginn der Afterflosse. Die Schwanzflosse ist sichelförmig.

## Arten
Es gibt nur zwei, sehr ähnliche Arten:
- Weißsichel-Juwelenbarsch (Variola albimarginata Baissac, 1953)
- Mondsichel-Juwelenbarsch (Variola louti (Forsskål, 1775))